# Laura Bono

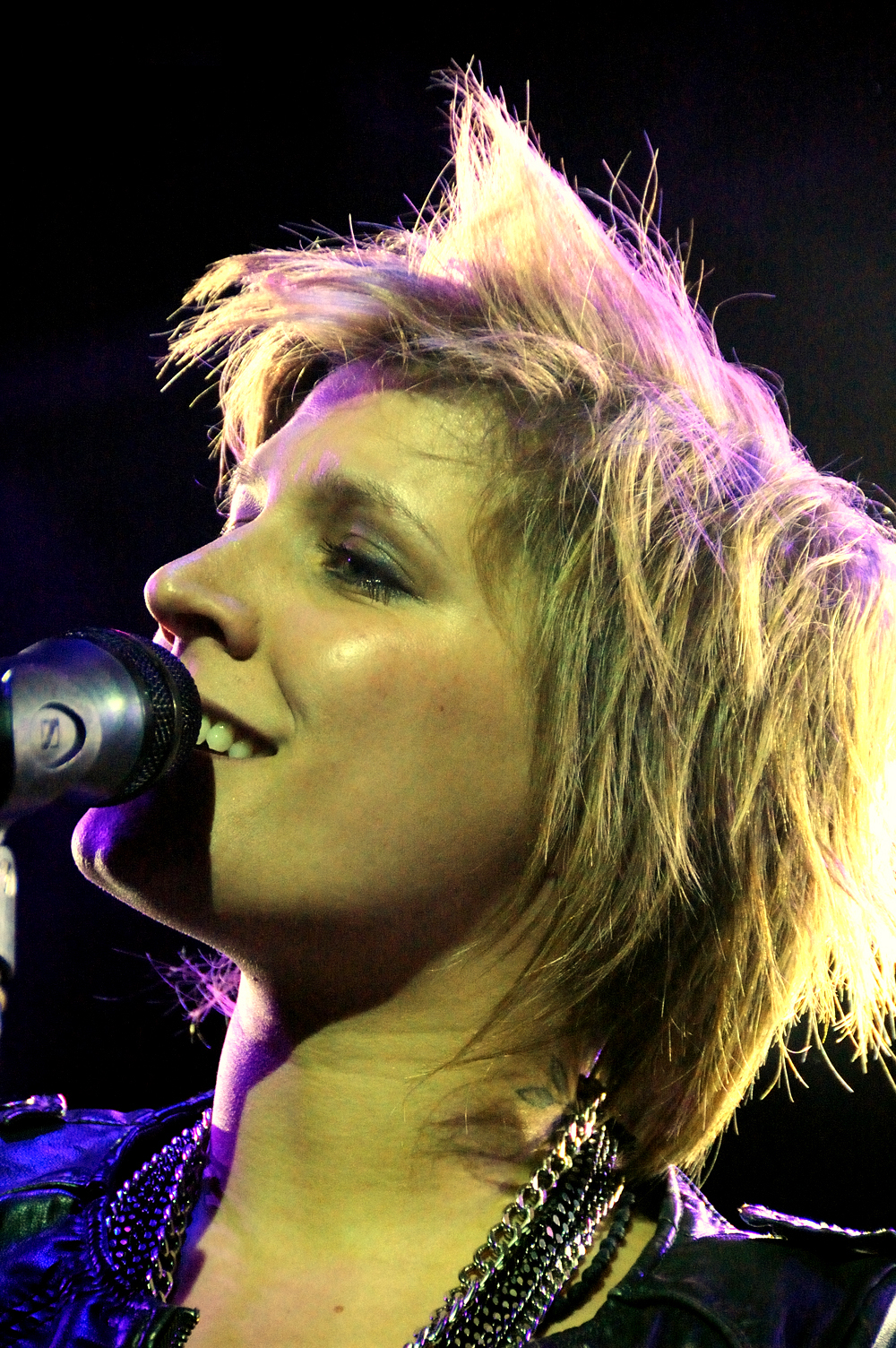
Laura Bono (2011)

Laura Bono (* 14. Januar 1979 in Varese; eigentlich: Laura Bonometti) ist eine italienische Musikerin und Komponistin.
Ihren Durchbruch hatte sie 2005, als sie mit dem Titel Non credo nei miracoli (dt. ‚Ich glaube nicht an Wunder‘) das Sanremo-Festival 2005 in der Newcomer-Kategorie gewann. Im Jahr 2006 sang sie den italienischen Titelsong des Soundtracks für den Disney-Film Bambi 2.
Bono lebt in Novara.

## Alben
- 2006: Laura Bono
- 2008: S'intitola così
- 2010: La mia discreta compagnia

## Singles
- 2005: Non credo nei miracoli
- 2005: Tutto ha una spiegazione
- 2005: Oggi ti amo (Finlandia)
- 2005: M’innervosisci
- 2006: Invidia
- 2006: Non è stata colpa mia
- 2007: Splendido incubo
- 2008: S’intitola così (Finlandia)
- 2010: Tra noi l’immensità
- 2010: Tutto qui
- 2010: La mia discreta compagnia
- 2011: Sei come me (Grido feat. Laura Bono)
- 2013: Fortissimo